# Big Thing
Big Thing er det femte studiealbum fra Duran Duran. Albummet blev udgivet i 1988 og indeholder følgende numre:
1. Big Thing
2. I Don't Want You Love
3. All She Wants Is
4. Too Late Marlene
5. Drug (Is Just A State Of Mind)
6. Do You Believe In Shame?
7. Palomino
8. Interlude One
9. Land
10. Flute Interlude
11. The Edge Of America
12. Lake Shore Driving